# Kyffhäusermonumentet
Kyffhäusermonumentet (på tysk: Kyffhäuserdenkmal) er et mindesmærke bygget på toppen af Kyffhäuserbjerget i nærheden af Bad Frankenhausen i delstaten Thüringen i det centrale Tyskland. Monumentet er tillige kendt under navnene Barbarossadenkmal og Kaiser-Wilhelm-Denkmal.
Kyffhäusermonumentet er med sine 81 meter det tredje højeste monument i Tyskland, kun overgået af Völkerschlachtdenkmal i Leipzig og Kaiser Wilhelm Denkmal ved Porta Westfalica. Med sin unikke placering øverst på Kyffhäuserbjerget kan monumentet ses viden omkring.
Monumentet blev bygget i årene 1890-96 ovenpå ruinerne af et middelalderfort. Ideen til monumentet kom fra krigsveteranernes klub, Kyffhäuserbund, der også kort efter opførelsen overtog driften af stedet.
Monumentet blev rejst for at markere samlingen af det tyske rige, der fandt sted i disse år. Det forestiller den tysk/romerske kejser Frederik I, bedre kendt som Frederik Barbarossa samt ovenover dette en 11 meter høj bronzestatue, der forestiller Kajser Wilhelm I. 
Øverst oppe afsluttes med et højt udkigstårn.

## Billedgalleri
- Orienteringstavle over området
- Monumentet set nedefra
- Barbarossa som en del af monumentet
- Panorama over Barbarossagrotten
- Udsnit af Barbarossaskulpturen
- Barbarossa og Wilhelm I
- Udsigten oppe fra tårnet

## Links
- Official website Kyffhäuser Tourist Associations hjemmeside
- Kyffhäuserdenkmal (på tysk)

51°24′47″N 11°06′35″Ø / 51.41306°N 11.10972°Ø